# Poggenpohl
Poggenpohl ist ein deutscher Küchenmöbelhersteller mit Sitz im ostwestfälischen Herford in Nordrhein-Westfalen. Das Unternehmen zählt zu den ältesten Küchenmarken in Deutschland und produziert ausschließlich am Standort Herford. Nach einem Ende April 2020 gestellten Antrag auf Eröffnung eines Insolvenzverfahrens ist die chinesische Firma Jomoo aus Xiamen neuer Eigentümer der Poggenpohl-Gruppe geworden.

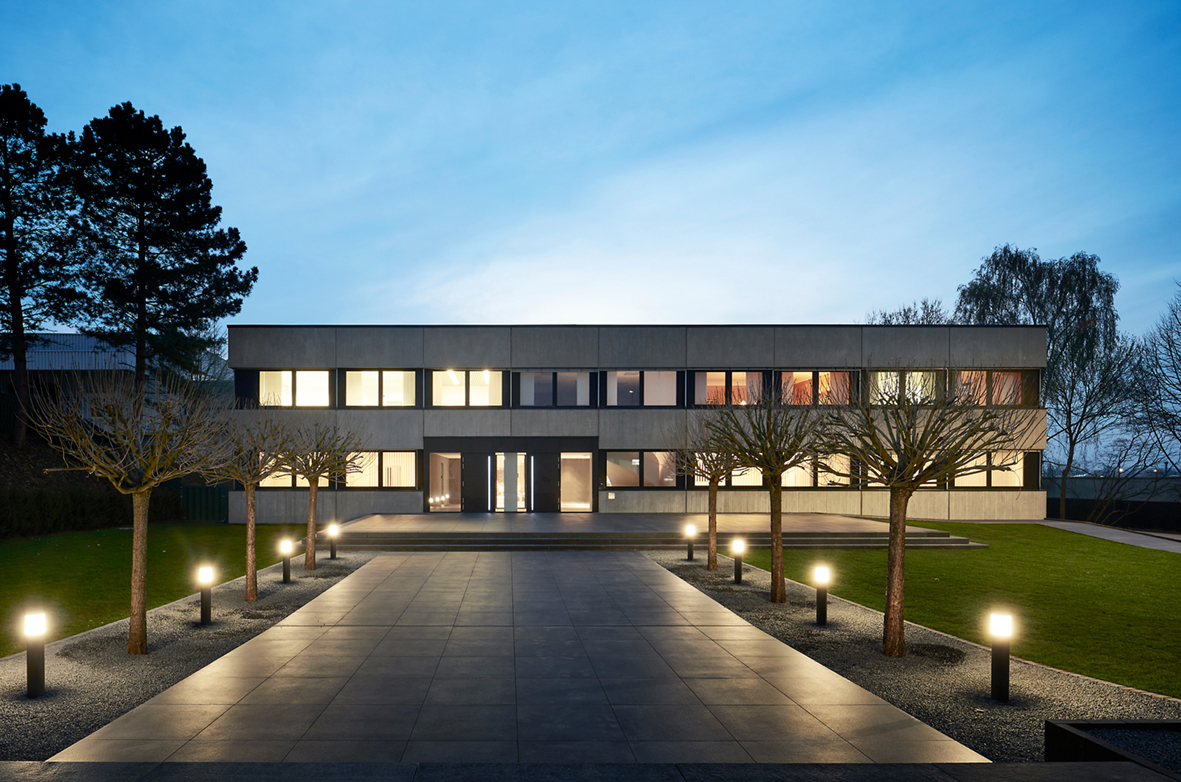
Firmensitz Herford

## Geschichte

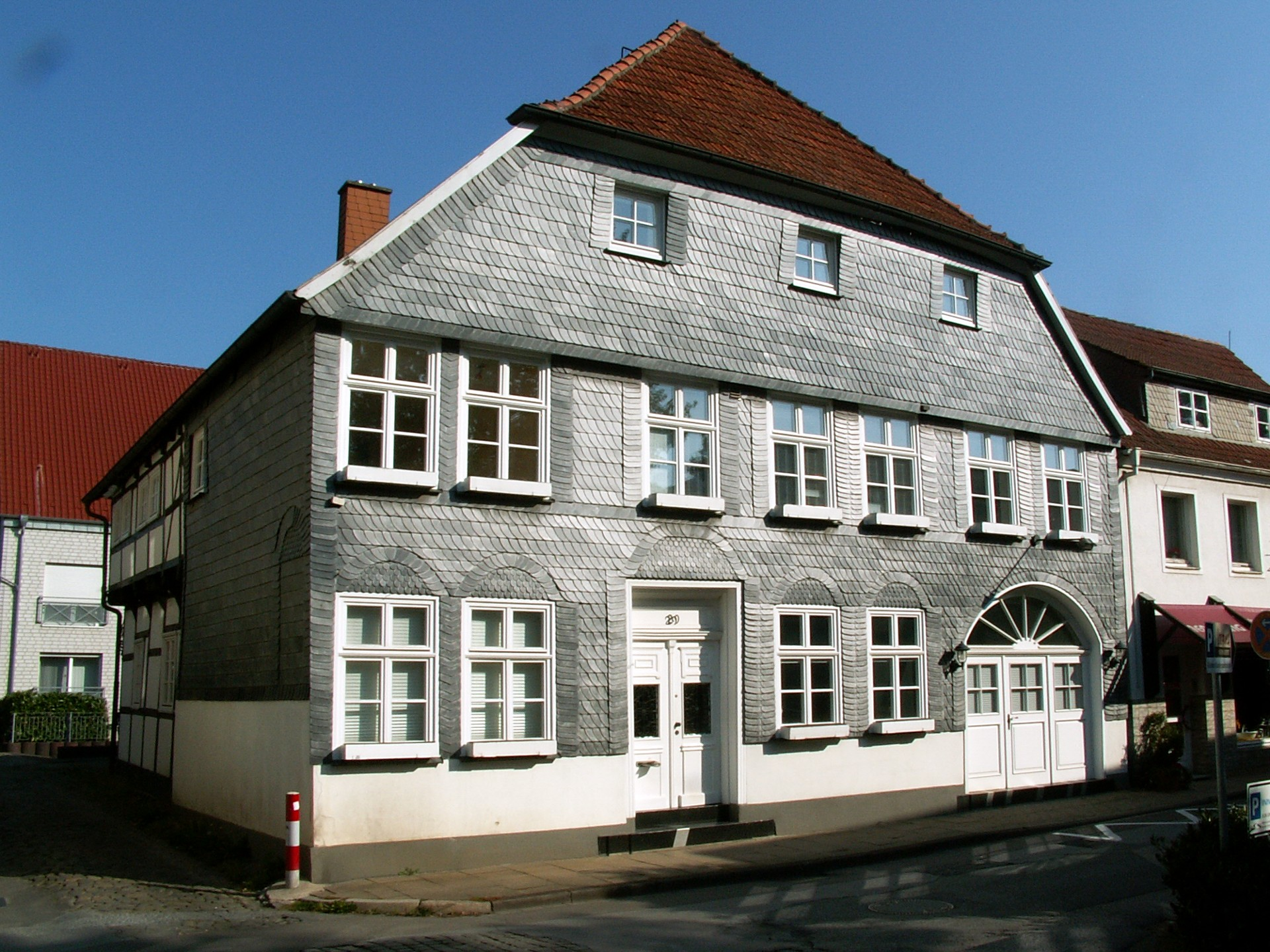
Ehemaliger Firmensitz, „Holland 29“ in Herford

Der Tischlermeister Friedemir Poggenpohl kam am 7. August 1859 in Hörde bei Dortmund als Friedemir Schulze zur Welt. Den Namen Poggenpohl (niederdeutsch für Froschtümpel) nahm er 1880 aus Dankbarkeit gegenüber der Familie seiner Tante an, bei der er nach dem frühen Tod beider Eltern aufgewachsen war. Das Firmen-Signet der Firma zeigte über viele Jahrzehnte selbstbewusst Kaulquappen. Im Jahre 1892 gründete Poggenpohl einen Tischlereibetrieb mit angeschlossener Möbelhandlung in Bielefeld.
1897 siedelte der Betrieb ins benachbarte Herford über und etablierte sich im noch bestehenden Schieferhaus Holland 29. Da diese Räumlichkeiten aber bald zu eng wurden, wurde 1920/21 ein geräumiger Neubau an der Bünder Straße errichtet (heutiges SULO-Gelände). Ebenfalls 1921 wurde das Unternehmen in eine Aktiengesellschaft umgewandelt. Trotz der wirtschaftsbedingten Schwierigkeiten besaß die Firma Ende der 1920er Jahre 200 Mitarbeiter.
Nach Poggenpohls frühem Tod am 4. August 1924 geriet die Firma nicht zuletzt aufgrund der allgemeinen Wirtschaftslage in ernsthafte Schwierigkeiten, die erst zur Mitte der 1930er Jahre behoben werden konnten. Wesentlicher Faktor war hierbei der Eintritt von Walter Ludewig in das Unternehmen im Jahre 1935, das er von 1940 bis 1987 als persönlich haftender Gesellschafter leitete. Er prägte entscheidend die Entwicklung der Küchenmöbel von der „Reformküche“ zur „Anbauküche“, wie das System der Serienfertigung von Küchen damals genannt wurde. Die erste deutsche Anbauküche führte Poggenpohl 1950 ein.

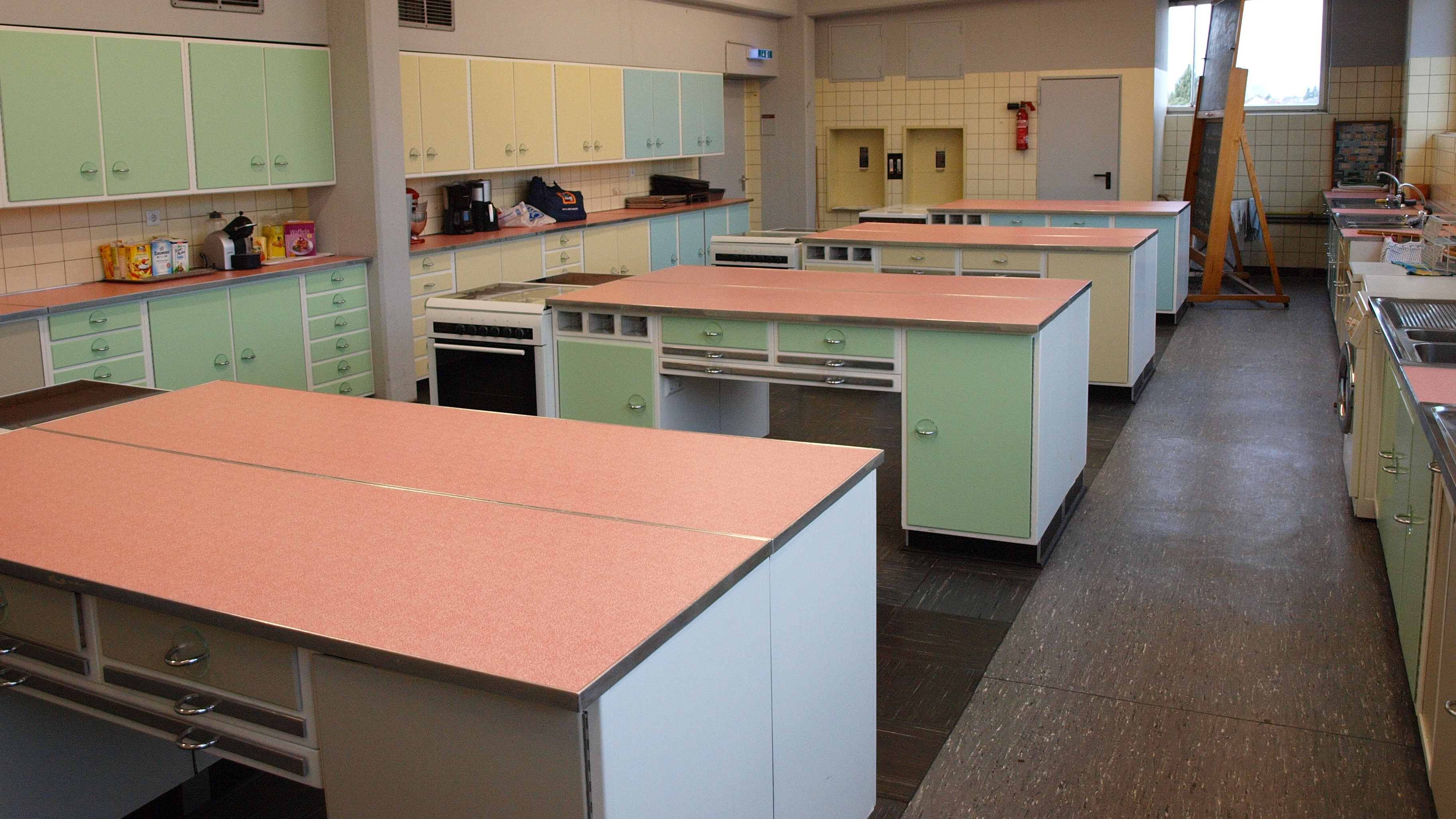
Poggenpohl-Lehrküche aus den 1950er Jahren im Gymnasium Siegburg, Alleestraße

1971 erfolgte der Umzug in das neue Industriegebiet Herringhausen. Als sich Walter Ludewig 1987 im Alter von 77 Jahren aus dem Unternehmen zurückzog, verkaufte er die Firma an einen schwedischen Konzern. Nach zwei weiteren Besitzerwechseln gehörte die Poggenpohl Möbelwerke GmbH von 2000 bis 2016 zum schwedischen Küchenkonzern Nobia AB. Im September 2012 feierte das Unternehmen sein 120-jähriges Bestehen.
Am 19. Dezember 2016 übernahm die Industrieholding Adcuram Group AG aus München von der schwedischen Nobia AB für rund 10 Millionen Euro die 98,57 % und damit die Mehrheit an Poggenpohl. Die restlichen 1,43 % der Poggenpohl-Anteile befinden sich in Privatbesitz.
Von Juli 2017 bis zu seinem Tod am 27. November 2018 war Thomas Kredatus als Geschäftsführer bei dem Herforder Küchenhersteller tätig. Im Juni 2018 erweiterte Poggenpohl die Geschäftsführung durch Gernot Mang, der seither die Bereiche Vertrieb, Marketing und Produktmanagement verantwortet.
Angesichts erheblicher Auftrags- und Umsatzrückgänge seit Ausbruch der COVID-19-Pandemie stellte Poggenpohl Ende April 2020 Antrag auf Eröffnung eines Insolvenzverfahrens. Das Amtsgericht Bielefeld bestellte einen vorläufigen Insolvenzverwalter.
Mittels einer übertragenden Sanierung sollte die Poggenpohl-Gruppe im Juni 2020 vom britischen Luxusküchenhersteller Lux Group und der deutschen Unternehmerfamilie Wolf als deren Finanzpartner übernommen werden. Diese Übernahme scheiterte jedoch. Stattdessen ist der chinesische Sanitär- und Küchenarmaturenhersteller Jomoo aus Xiamen neuer Eigentümer der Poggenpohl-Gruppe geworden. Der Käufer sicherte zu, die meisten der 270 Mitarbeiter zu übernehmen und auch den Standort in Herford beizubehalten.

## Produktion und Konzepte
Meilensteinen in der Entwicklung der Poggenpohl-Küchen waren:
- Kurz nach der Frankfurter Küche präsentierte Poggenpohl 1928 seine „Reformküche“, die aus verbundenen Schränken, einem separaten Schuhschrank sowie Spüle, Tisch und Stuhl bestand. Die neuartige Oberfläche der „Reformküche“ wurde unter dem Namen „Zehner-Schleiflack“ (zur Verdichtung der Oberfläche je fünf Mal lackiert und abgeschliffen) bekannt.
- 1952 folgte die Designlinie beziehungsweise Einbauküche „Form 1000“. Sie wurde 1950 auf der Kölner Möbelmesse vorgestellt und um 1960 weltweit exportiert.
- 1968 führte Poggenpohl die erste Massivholzküche auf dem Markt ein.
- In Zusammenarbeit mit Luigi Colani und dem Institut für Umweltphysiologie entstand 1970 das „experiment 70“, die futuristische Studie einer Kugelküche.
- 2000 Auf der Kölner Möbelmesse präsentierte Poggenpohl die +Segmento.
- 2005 Poggenpohl präsentierte das Küchenkonzept +Modo als Ergebnis der Kooperation mit dem Designer Jorge Pensi.
- 2007 Gemeinsam mit Porsche Design präsentierte Poggenpohl das Küchenkonzept P'7340, das als „Küche für den Mann“ beworben wurde.
- 2014 Poggenpohl und Porsche Design präsentierten mit der P´7350 das zweite in Kooperation entwickelte Küchenkonzept
- 2018 Präsentation der Kollektion +Venovo.
- 2018 Poggenpohl brachte die Kollektion +Segmento Y auf den Markt.

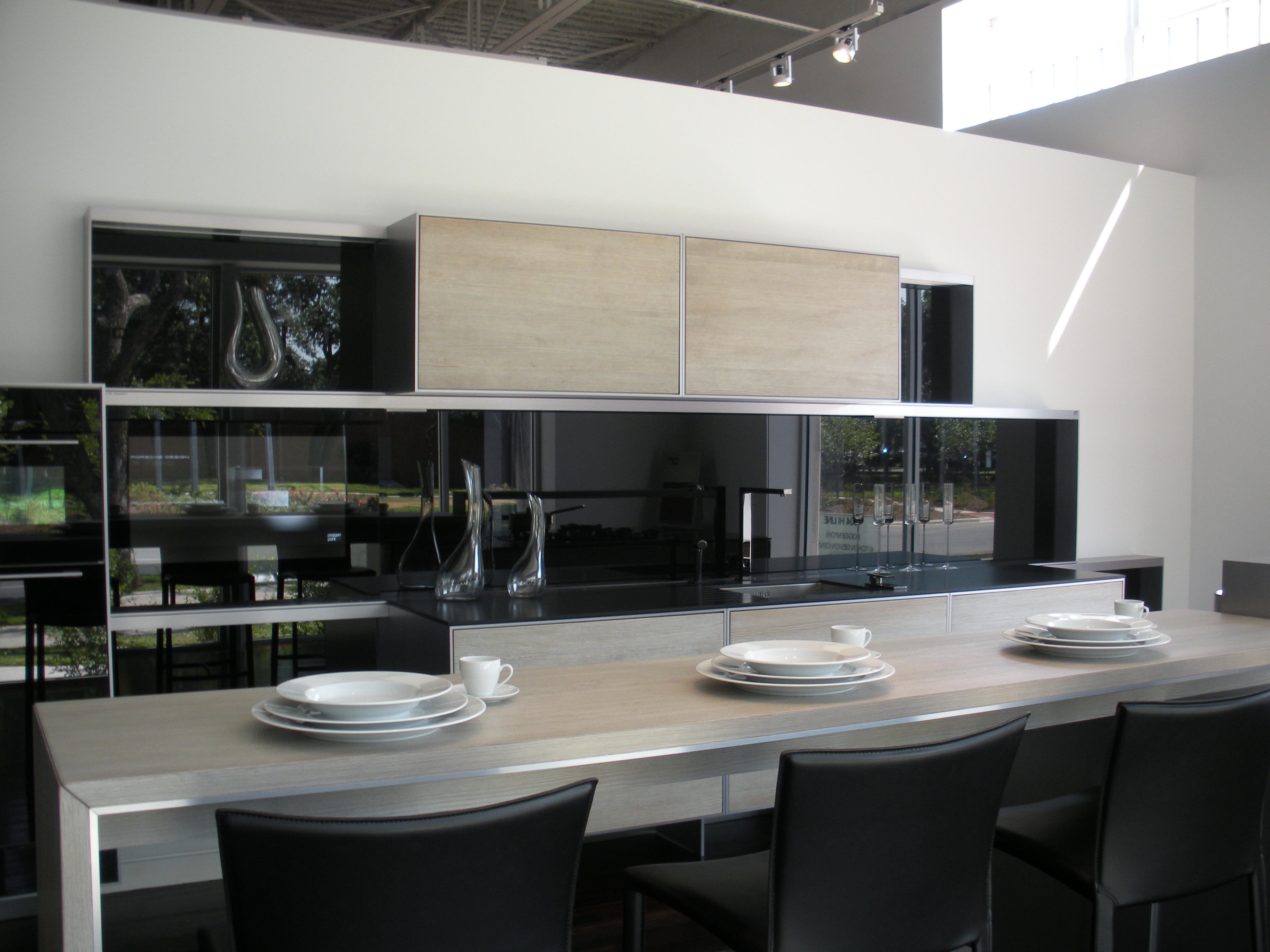
Poggenpohl-Küche, 2009

- Ab etwa dem Jahr 2000 entwickelte Poggenpohl in Kooperation mit Designern wie Jorge Pensi, Porsche Design Zell am See oder Hadi Teherani Küchenkonzepte, um den Wohnraum mehr mit dem Küchenraum zu verbinden.

In einer Untersuchung von Öko-Test im Jahr 2004 über die Belastung eingesetzter Holzwerkstoffe und deren Klebstoffe in Küchen wurde Poggenpohl mit „befriedigend“ bewertet, gleichauf mit Bulthaup und besser als SieMatic, die „ungenügend“ bekamen.

## Absatzmärkte
Der Absatz beschränkte sich zunächst nur auf den Inlandsmarkt. Ab Ende der 1950er Jahre begann der Export in die Nachbarländer. Ende der 1960er Jahre wurde in 11 europäische Länder verkauft. In den 1980er Jahren war Poggenpohl in 41 Ländern vertreten und hatte 1989 einen Exportanteil von 46 %.
Heute werden Poggenpohl-Küchen über rund 450 Händler weltweit, davon allein etwa 100 in Deutschland, verkauft. Außerdem gibt es 35 eigene Verkaufsstudios, davon sieben in Deutschland und acht in Großbritannien. Poggenpohl hat Standorte in mehr als 70 Staaten, darunter China, Japan, Indien, Australien, Neuseeland, den USA, Kenia, den Vereinigten Arabischen Emiraten sowie beinahe allen Staaten Europas.